# Marco Valerio Corvo
Marco Valerio Corvo (in latino Marcus Valerius Corvus; 371 a.C. – 271 a.C.) è stato un generale e politico romano, importante esponente della gens Valeria.
Era citato frequentemente dagli scrittori romani come un esempio memorabile dei favori della fortuna. Fu due volte dittatore, sei volte console. Augusto fece innalzare una statua di Valerio Corvo nel proprio atrio con quella di altri celebri eroi romani.

## Biografia

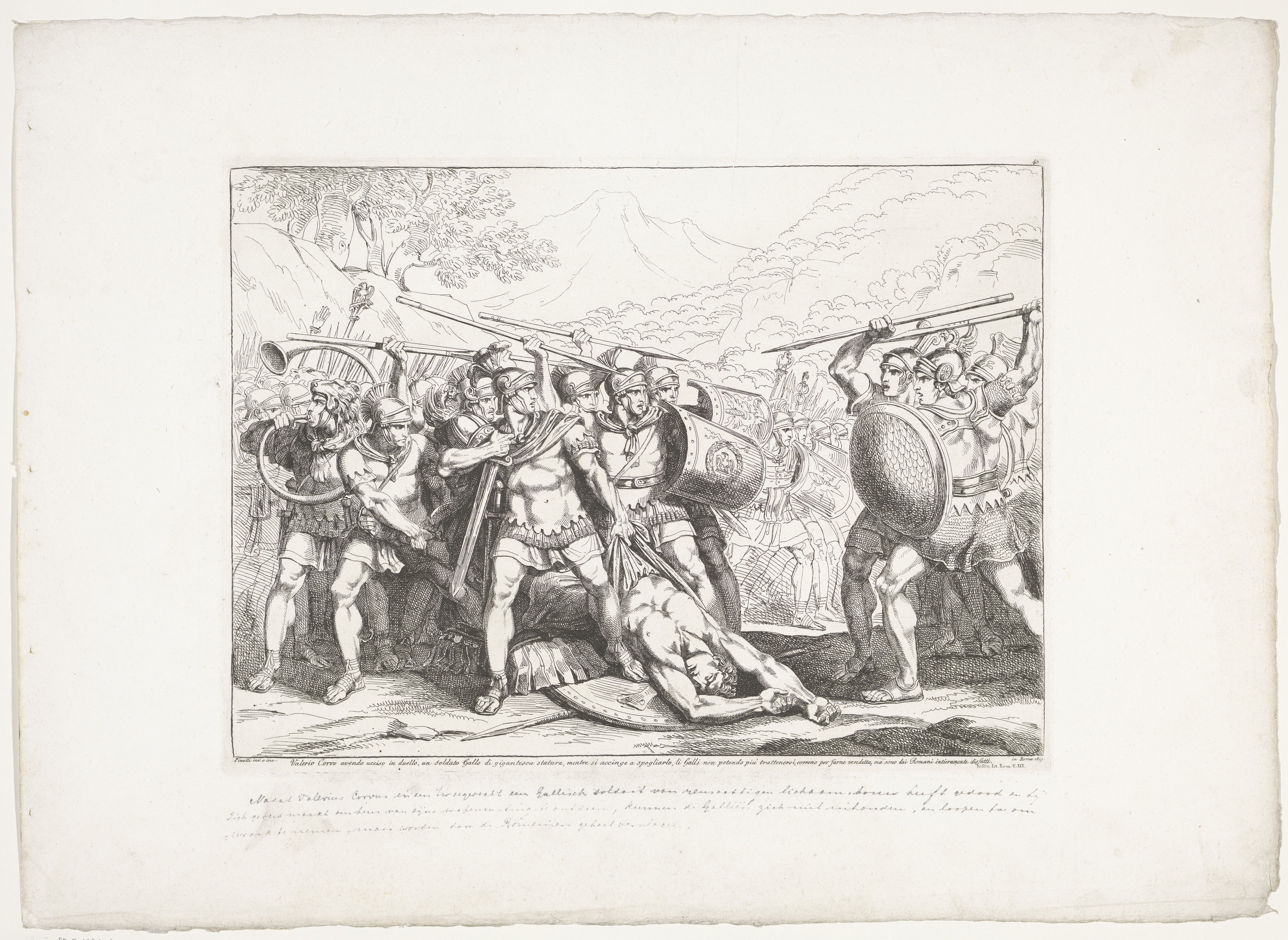
Il duello tra Marco Valerio Corvo e il Gallo. Incisione di Reis van Barendsz en Van Heemskerck (1596)

Uomo politico e comandante militare romano, Marco Valerio, in qualità di tribuno militare, fu nel 349 a.C. compagno di Lucio Furio Camillo nella guerra contro i Galli e in questa occasione acquisì il cognomen di Corvus a causa di un duello contro un nemico gigantesco che vinse con l'aiuto di un corvo.
(Tito Livio, Ab Urbe condita libri, VII, 26)
L'anno dopo il 348 a.C., sebbene avesse solo 23 anni, fu eletto console assieme a Marco Popilio Lenate, nel quarto consolato di quest'ultimo. Durante questo consolato fu stipulato il secondo trattato tra Roma e Cartagine. Probabilmente l'anno successivo fu pretore.
Nel 346 a.C. fu eletto console per la seconda volta, con il collega Gaio Petelio Libone Visolo. A Valerio fu affidata la campagna militare con i Volsci, che cercavano di trovare alleati tra i Latini in funzione anti-romana. I Romani sbaragliarono i Volsci in campo aperto, e poi ottennero la resa di Satrico, che, presa, fu rasa al suolo. Valerio portò in trionfo oltre 4.000 soldati arresisi a Satrico.
(Tito Livio, Ab Urbe condita libri, VII, 27.)
Console per la terza volta nel 343 a.C. assieme ad Aulo Cornelio Cosso Arvina, fu inviato al comando delle truppe romane in Campania, quando Roma dichiarò guerra ai Sanniti, per quella che sarebbe stata ricordata come la prima guerra sannitica. Valerio Corvo condusse i Romani alla vittoria nella battaglia del Monte Gauro e in quella nei pressi di Suessola, ottenendo per questo il trionfo.
Nel 342 fu nominato dittatore e soffocò, con misure miti e concilianti, una rivolta dei soldati messi a presidio di Capua, durante la prima guerra sannitica, evitando così quella che avrebbe potuto trasformarsi in una guerra civile.
Nel 335, fu eletto console per la quarta volta, con Marco Atilio Regolo Caleno. A Marco Valerio fu affidata la campagna contro gli Ausoni, che sconfisse sotto le mura di Cales, che fu espugnata. Lasciata una guarnigione in città, tornò a Roma per celebrare il trionfo.
Fu dittatore di nuovo nel 301 a.C., per fronteggiare la contemporanea sollevazione di Etruschi e Marsi. Prima rivolse l'esercito romano contro i Marsi, sbaragliandoli in un'unica battaglia.
(Tito Livio, Ab Urbe condita libri, X, 3.)
Poi, in seguito a un'imboscata etrusca, di cui fu vittima Marco Emilio Paolo, da lui scelto come magister equitum, effettuò una nuova leva a Roma, per poi dirigersi in pieno territorio etrusco, nel territorio di Roselle. Qui, dopo aver evitato di cadere in una nuova imboscata degli Etruschi, i Romani vinsero lo scontro in campo aperto. Agli Etruschi fu concessa una tregua di due anni, e il dittatore celebrò il trionfo per la vittoria.
Fu poi console nel 300 a.C., con il collega console Quinto Appuleio Pansa; Marco guidò una campagna militare di scarsa importanza contro gli Equi. Durante il consolato i plebei ottennero di poter eleggere quattro pontefici e cinque auguri, da affiancare ai pontefici e auguri patrizi.
Nel 299 a.C. fu console suffectus, a causa dell'improvvisa morte del console Tito Manlio Torquato, 46 anni dopo la prima volta, cioè a 72 anni. Condusse l'ultima campagna contro gli Etruschi, i quali furono talmente impauriti dalla sua presenza che rifiutarono di scendere in campo aperto, nonostante i Romani devastassero e razziassero le loro campagne.
Ritiratosi in campagna, morì coltivando una sua proprietà all'età di 100 anni.